# Vuk Stefanović Karadžić
Vuk Stefanović Karadžić (cirill írással Вук Стефановић Караџић) (Tršić , 1787. november 6. – Bécs, 1864. február 7.), szerb filológus, nyelvész, folklórkutató, író és történész, a modern szerb nyelv sztenderdizálásának a kezdeményezője, e nyelv cirill írásának a megalkotója és helyesírásának a megalapozója.

## Életrajz
Vuk Stefanović Karadžić 1787. november 6-án született a nyugat-szerbiai Tršić faluban. Édesapja Stefan Karadžić egy montenegrói eredetű család sarja volt, amely egy Drobnjak nevű régióból származott el. Édesanyja Jegda Zrnić Montenegróban született, egy Nikšić melletti faluban. A szülei addig született gyerekei mind elhaltak, ezért keresztelték régi népi szokásnak megfelelően Vukra (szerbül „farkas”), hogy ne árthassanak neki a gonosz erők, boszorkányok, démonok.
Írni és olvasni egyik rokonától, Jevta Savićtól tanult meg, aki az egyetlen írástudó ember volt a környéken. Tanulmányait egy közeli városban, Loznicában  folytatta, majd a faluhoz a legközelebb álló Tronoša kolostorban . Innen az apja hazavitte, egyrészt a terjedő pestisjárvány miatt, másrészt azért, mert ahelyett, hogy tanították volna, a szerzetesek birkát legeltetni küldték. Nem sikerült beiratkoznia a karlócai gimnáziumba. Később Belgrádba utazott, hogy megismerkedjen a szerb felvilágosodás nagy alakjával Dositej Obradović (1742–1811) népnevelővel, akit mélyen tisztelt. Azonban ő nem fogadta Vukot, aki csalódottan Jadarba  ment, és írnokként kezdett el dolgozni Jakov Nenadović  hadvezérnél. Amikor Belgrádban megnyílt a Főiskola (Velika škola), Vuk ennek diákja lett. Nemsokára azután megbetegedett, és Pestre utazott, ahol a tabáni Rác- és Lukács fürdőben kereste a gyógyírt, de hiába, bal lábára örökre megbénult. Tudásának legnagyobb részét autodidaktaként szerezte.
Vuk Karadžić is részt vett a két szerb török elleni felkelésben. A Karađorđe Petrović által vezetett Első szerb felkelés (1804–1813) leverése után Bécsbe utazott. Itt megismerkedett Jernej Kopitar szlovén nyelvésszel, aki a Habsburg Birodalomban megjelenő szláv nyelveken írt könyveknek a főcenzora volt. Kopitar segített Karadžićnak filológiai munkáinak megvalósításában. A Második szerb felkelés (1815) kirobbantójával, Miloš Obrenović szerb fejedelemmel való konfliktusai miatt tilos volt neki Szerbiában megjelentetni könyveit, de a Habsburg Birodalomban sem tehette ezt meg, ezért Oroszországban keresett és talált barátokat. 1819-ben a Szentpétervári Orosz Irodalomkedvelők Egyesülete tagjai közé fogadta, és 1820-ban a Cári Orosz Akadémia ezüst érdemrenddel tüntette ki. Miután hosszabb-rövidebb időszakokban a szegénységtől szenvedett, 1826-ban életjáradékot kapott I. Miklós cártól. Mégis munkáinak jelentős részét a Habsburg Birodalomban nyomtatták ki.
Karadžić fontos feladatának tekintette egy megfelelő és elfogadható szerb irodalmi nyelv létrehozását. Idejében a szerb írott nyelv és irodalom igen elavult, elmaradott volt. A 19. században még mindig egy középkori eredetű mesterséges írott nyelvet használtak, amely az óegyházi szlávból fejlődött ki, ám ez nem tudta követni a beszélt nyelv változásait. Ráadásul a használata is erőteljesen korlátozott volt, mert leginkább az írástudó pópák és szerzetesek alkalmazták. A köznép számára igen nehézkesen volt érthető. Ennek tetejében a szerbek a 18. századtól rengeteg orosz nyelvű egyházi könyvet vettek át, melyek hatására a szerb nyelvű szövegekbe rengeteg orosz nyelvi elemet vettek át. Ez pedig növelte az akkori szerb írott nyelv hibrid jellegét és a szakadékot közte és a beszélt nyelv között. Ez a keverék orosz-szerb-egyházi szláv nyelv uralta az oktatást, az egyházat és az irodalmat is. Szintén nem volt szabályozott, egységes helyesírás sem, ugyanis mindenki másféleképp írt.
Vuk Karadžić rengeteget utazott. Szorgalmasan gyűjtötte a még virágzó szájhagyomány útján terjedő népi lírikus és epikus énekeket, balladákat, verseket, mondákat, népmeséket, mondókákat. Gyűjtőmunkája során bejárta Szerbia, a mai Vajdaság, Dalmácia, Montenegró és a mai Horvátország valaha szerbek által lakott kiterjedt részeit. Emellett bejárta fél Európát, Budától kezdve, Bécsen, Hallén és Weimaron keresztül, egészen Szentpétervárig.
Baráti, szívélyes fogadtatásban részesült Johann Wolfgang von Goethe weimari lakásán, ami csak kevés kivételes személyiségnek juthatott részéül. Goethe hathatósan tanulmányozta a Vuk Karadžić által gyűjtött és gondozásában kiadott szerb népi költészetet, és egy időben tanult is szerbül. Ennek köszönhetően Goethe németre fordította az egyik legszebb szerb népi balladát, a Hasanaginicát.
1819-ben Vuk Karadžić az új szerb irodalmi nyelv egyik megalapozása gyanánt lefordította és kiadta az Újszövetség fordítását az általa korszerűsített nyelven. A fordítást Petar Njegoš  montenegrói uralkodó és egyházfő is szentesítette, s elrendelte a használatát országa területén.
Vuk Karadžić 1823-ban a jénai egyetem díszdoktori diplomáját vehette át.
Több akadémia is a tagjai közé vette fel, így tagja volt az orosz, a bécsi, a berlini és a szentpétervári akadémiának is.
Vuk Karadžić a 19. század első felének igen ismert alakja volt az akkori Európa irodalmi szalonjainak. Közeli, baráti szálak fűzték a Grimm fivérekhez. Jacob Grimm közismerten kiválóan sajátította el a szerb nyelvet és többször is kitörő örömmel fogadta Vukot.
Honfitársai részéről nagyon sok ellenfele akadt, különösen a konzervatív, régi egyházi szlávhoz és az orosz nyelvhez túlzottan ragaszkodó egyházi vezetők tartották eleve elfogadhatatlannak Karadžić újító törekvéseit. Stefan Stratimirović  karlócai metropolita meggyőzte a magyarországi cenzúrát, hogy Budán ne nyomtathassák ki Karadžić műveit. Stratimirović különösen nehezményezte a Karadžić által megalkotott új szerb cirill ábécét, amelybe bevezette a j betűt, mivel úgy vélte, hogy ezáltal a szerbek eltávolodnának a pravoszláv vallásuktól és a katolikus hithez közelednének.
Jovan Hadžić-csal a Matica Srpska alapítójával eleinte közösen munkálkodott, ám végül Hadžić szakított Karadžić-csal, mert nem értettek egyet számos kérdésben. Hadžić lett a világi értelmiség részéről Karadžić legfőbb ellenfele, ő ugyanis nem kívánt oly mértékben hagyatkozni a népnyelvre, mint azt Karadžić tette. A kettejük közötti tudományos viták vagy tíz évig tartottak, míg végül Karadžićnak 1847-ben sikerült érvényre juttatni a maga nyelvi koncepcióját.
Karadžić hatására 1847-től már nyilvánvalóvá vált, hogy az addig használt hibrid szerb, egyházi szláv és orosz nyelv keveredéséből való középkori irodalmi nyelv már nem állja meg a helyét. Célszerűbb tehát a szerb köznyelv használata. Ekkor újból kiadták átdolgozva Karadžić Újszövetségét és több másik könyvet, amelyek a helyesírással foglalkoznak. Karadžić az európai tudósok elvei mentén sztenderdizálta újra a szerb nyelvet és nyelvi koncepciójának keresztülviteléhez az is hozzájárult, hogy 1847-re az addigi konzervatív gondolkodású értelmiséget, amely elutasította a beszélt nyelv hatását az irodalmi nyelvre, egy haladó gondolkodású ifjú generáció váltotta fel, mely felismerte Karadžić elveinek a hatékonyságát, hisz az általa normalizált szerb nyelvet könnyen tanulták meg olyan neves külföldi személyiségek, mint Goethe vagy Grimm. Karadžić bebizonyította, hogy a köznyelvre épülő szerb irodalmi nyelv gördülékenyebb és képes a többi jelentős európai nyelv soraiba emelkedni, s így funkcionálisan is kiteljesedni.
Bár Karadžić helyesírása és irodalmi nyelve ettől kezdve széles körben elterjedtté vált, hivatalosan csak 1868-ban fogadták el Szerbiában.

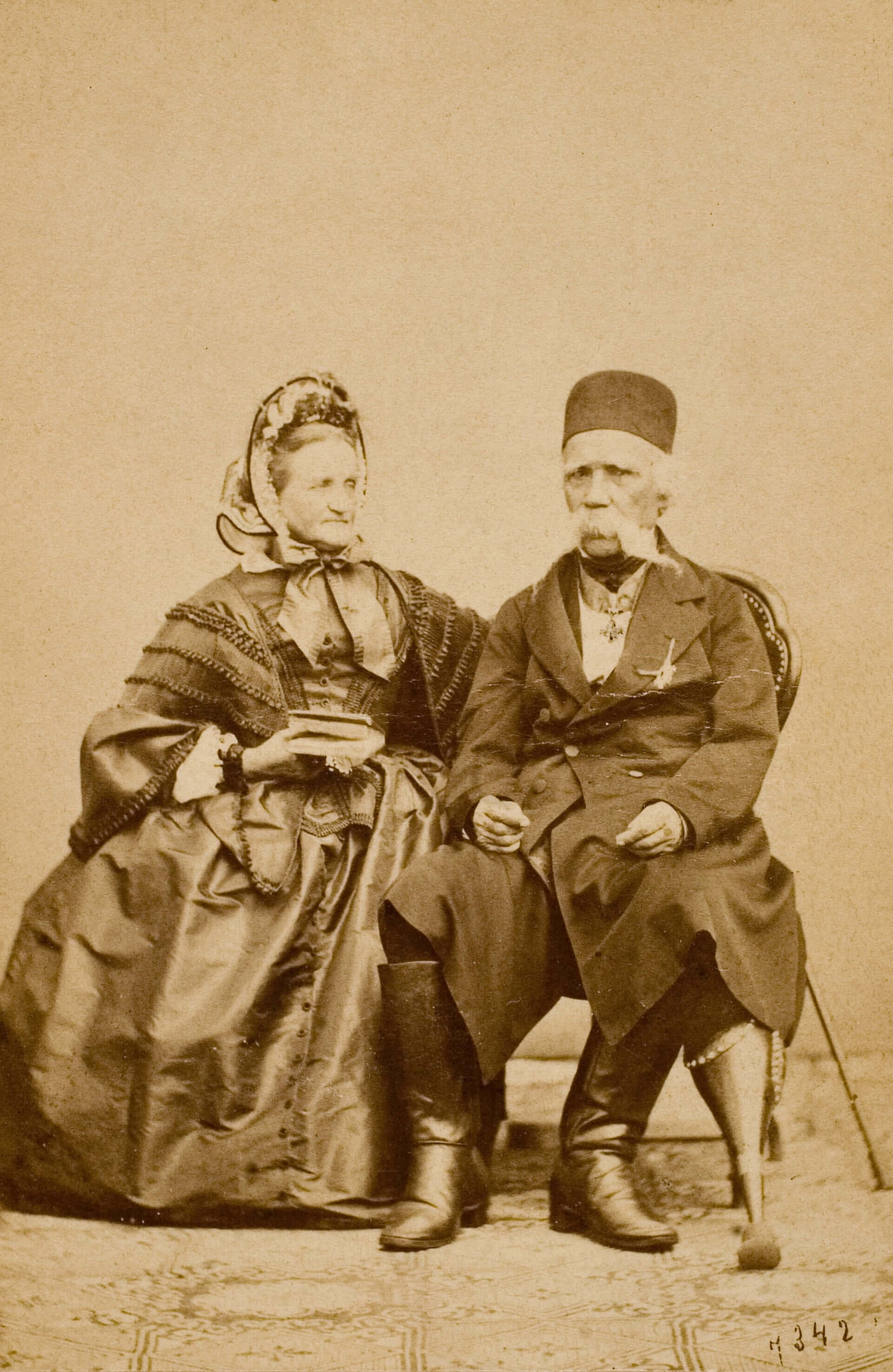
Az idős Karadžić-házaspár

Magánélete nem volt olyan szerencsés, mint a tudományos tevékenysége. 1818-ban feleségül vette a szépreményű, bécsi születésű Anna Kraust. Sokat nélkülöztek, s nem egyszer pénz hiányában, barátoknál találtak oltalmat. Anna ellenben hűséges maradt mindvégig a férjéhez és kitartott mellette. Felesége okán élte le életét Bécsben, az asszony ugyanis idegenkedett attól, hogy az Oszmán Birodalom területére költözzön (Szerbia teljes függetlenségét a törököktől csak 1878-ban vívhatta ki). Jóllehet a pár egy időben élt Zimonyban is, a szerb határ közelében. Tizenhárom gyermekük közül csak Mina  lánya élt még, amikor Vuk Karadžić 1864-ben meghalt, Bécsben. Földi maradványait 1897-ben Belgrádba vitték, ahol a Székesegyház (Saborna crkva) bejárata előtt, Dositej Obradović mellé temették.

## Filológiai munkái
Vuk Karadžić tevékenysége a kora, a romantika szelleméhez igazodott, amikor a nemzetek feléledtek és nyelvük ápolásával foglalkoztak, és amikor nagy érdeklődés volt a népművészet iránt. Nem véletlen, hogy Karadžićot, Kopitaron kívül a Grimm fivérek és Goethe is segítették.
Főbb munkái:
- Pismenica serbska (Szerb nyelvtan), Bécs, 1814, a szerb nyelv első grammatikája;
- Srpski rječnik (Szerb szótár), Bécs, 1818 (első kiadás) és 1852 (második kiadás), a szavak német és latin fordításával;[9]
- Srpske narodne pjesme (Szerb népköltészet), négy kötetben, Lipcse és Bécs, 1823–1833 (első kiadás), Bécs, 1841 (második kiadás);[10][11]
- Prvi srpski bukvar (Első szerb ábécéskönyv), Bécs, 1827;[12]
- Novi Zavjet (Az Újszövetség), 1847, fordítás a fordító által javasolt sztenderddel;[13]
- Srpske narodne pripovijetke (Szerb népi elbeszélések), három kiadás: 1821, 1853, 1870;[14]
- Srpsko epsko pjesništvo (Szerb epikus költészet), 1845;
- Srpske pjesme iz Hercegovine (Hercegovinai szerb népköltészet), Bécs, 1866;[15]
- Deutsch-Serbisches Wörterbuch (Német–szerb szótár), 1872.[16]

### Magyarul
- Délszláv népballadák; Karadzsics Vuk Szteván eredeti népdalgyűjtéséből ford. Csuka Zoltán; Faust, Bp., 1946
- Szerb népdalok és hősregék, 1-3.; ford. Székács József, kiad. Kunoss Endre; hasonmás kiad.; Forum, Újvidék, 1986
- A juhász és a leány / Ovcar i đevojka. Vuk Stefanovic Karadzzic gyűjtése 17 jugoszláviai magyar költő fordításában; előszó Bori Imre, utószó Toldi Éva írta; Forum, Újvidék, 1987
- A sárkányölő királyfi. Szerb népmesék Vuk Karadzic gyűjtéséből; vál., szerk., szöveggond., utószó Jung Károly, ford. Ács Károly et al.; Forum, Újvidék, 1987

## A szerb írás és helyesírás megreformálása
Egy őt megelőző szerb filológus, Sava Mrkalj  1810-ben javasolt változtatásait is figyelembe véve, Karadžić leegyszerűsítette az addig használt cirill ábécét, és a szerb nyelv beszédhangjainak pontos lejegyzésére tette alkalmassá.
1818-ban úgy véglegesítette az új ábécét, hogy a régiből átvette a következő 24 betűt:
| А а | Б б | В в | Г г | Д д | Е е | Ж ж | З з |
| И и | К к | Л л | М м | Н н | О о | П п | Р р |
| С с | Т т | У у | Ф ф | Х х | Ц ц | Ч ч | Ш ш |

Ezekhez hozzáadta a Ј ј, Љ љ, Њ њ, Ћ ћ, Ђ ђ, Џ џ betűket, és kiiktatta a következőket:
| Ѥ ѥ (jе) | Ѣ, ѣ (jаt) | І ї (i)    | Ы ы (i) | Ѵ ѵ (i)  | Ѹ ѹ (u)   | Ѡ ѡ (о)   | Ѧ ѧ (еn)  | Я я (jа)         |               |
| Ю ю (ju) | Ѿ ѿ (оt)   | Ѭ ѭ (jusz) | Ѳ ѳ (t) | Ѕ ѕ (dz) | Щ щ (scs) | Ѯ ѯ (ksz) | Ѱ ѱ (psz) | Ъ ъ (kemény jel) | Ь ь(lágy jel) |

A megreformált ábécét (lásd Szerb nyelv. Kiejtés és írás) alkalmazva, Vuk Karadžić megalapozta a modern szerb helyesírás szabályait, a fonéma-graféma megfelelés elve alapján (fonematikus írás). Ilyképpen a szerb nyelv írása csaknem pontosan adja vissza a kiejtést, a ragozáskor történő hangváltozásokat is beleértve.

### A szerb nyelv sztenderdizálása
Vuk Karadžićot a szerb nyelv reformátorának nevezik, mivel ő indította el ennek sztenderdizálását, nemcsak az 1818-as szótárában javasolt helyesírásával, hanem ezzel a szótárral magával, valamint az első részében található grammatikával is.
Vuk Karadžićig a szerb irodalmi nyelvet erősen befolyásolta az orosz nyelv, ezért nagyon különbözött a beszélt nyelvtől. Karadžić meggyőzte kortársait, hogy az irodalmi nyelvnek közel kell állnia a nép nyelvéhez, hogy azt mindenki megérthesse. Azért, hogy az írók elé nyelvi modelleket tehessen, sok népi irodalmi művet gyűjtött, nemcsak szerb, hanem horvát és bosnyák nyelvterületről is. A nyelvi sztenderd megalkotásához a már megjelent népi nyelven írt alkotásokat, például Gavrilo Stefanović Venclovićéit  is, valamint horvát irodalmat és szótárakat is felhasznált.
A sztenderd nyelv számára Karadžić a szülőföldje štokavski dialektusát vette alapul, az (i)jekavski kiejtéssel, ami egész Nyugat-Szerbiára, de Horvátország nagy részére, Montenegróra és Bosznia-Hercegovinára is jellemző. Utólag a sztenderd szerb nyelvben az ekavski kiejtés terjedt inkább el, de továbbra is elfogadták az (i)jekavski kiejtést.
Miközben Karadžić meg volt győződve arról, hogy az egész közép-délszláv nyelvterületen tulajdonképpen a szerb nyelvet beszélik, horvát értelmiségiekkel azon fáradozott, hogy egyeztessék a szerb és a horvát nyelv normáit. Ennek érdekében egy dokumentumot is aláírt Ivan Kukuljević Sakcinski, Dimitrija Demeter , Ivan Mažuranić, Vinko Pacel, Stefan Pejaković és Đuro Daničić szerb és horvát értelmiségiekkel együtt, akikhez Franc Miklošič szlovén nyelvész is csatlakozott.